# Christuskirche (Rohrbach)

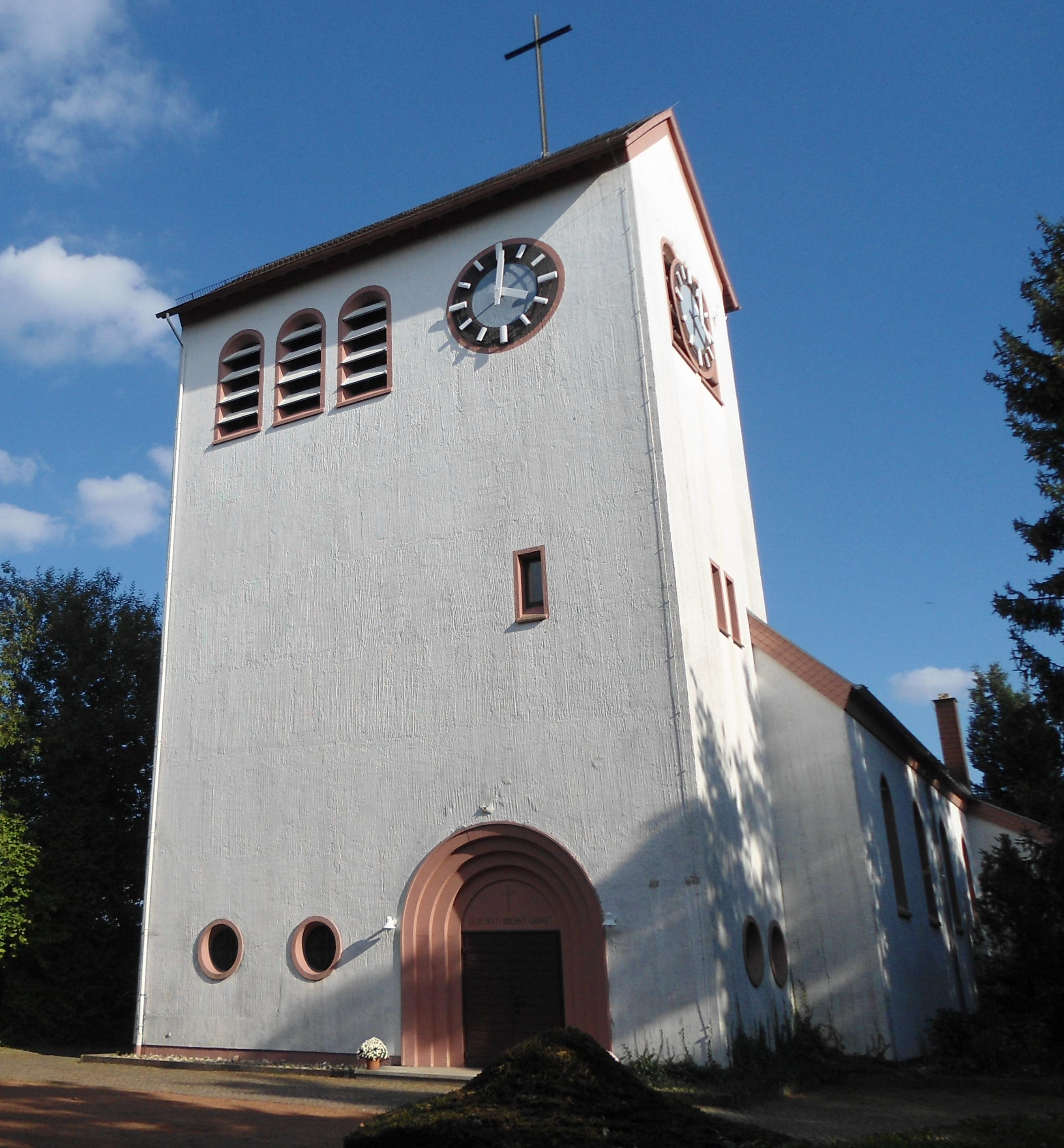
Christuskirche Rohrbach (Außen)

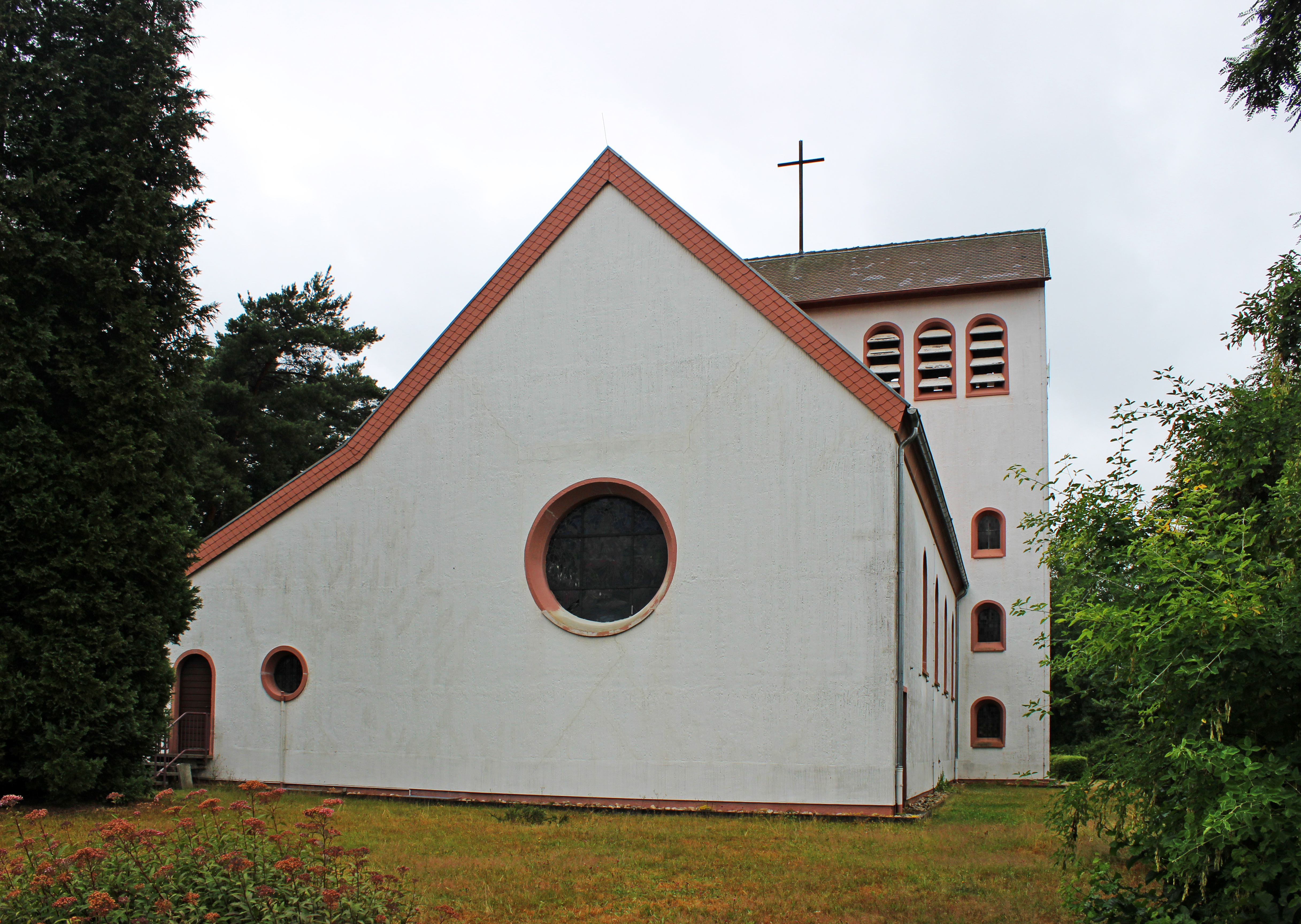
Weitere Außenansicht der Kirche

Die Christuskirche ist die evangelische Pfarrkirche des St. Ingberter Stadtteils Rohrbach. Sie wurde als Saardank-Kirche in der Zeit des Nationalsozialismus errichtet und 1953 umbenannt. Die Kirche gehört zum Dekanat Homburg in der Evangelischen Kirche der Pfalz.

## Geschichte
Ein 1934 gegründeter Kirchenbauverein verfasste ein Memorandum, um eine „Dankeskirche“ zu bauen, da das Saargebiet wieder zum Deutschen Reich fallen sollte. Durch zahlreiche Spenden konnte die Saardank-Kirche finanziert werden; im baupolitischen Programm ähnelte sie der Saarbefreiungskirche in Beeden.
Die Genehmigungsurkunde zur Errichtung wurde 1937 von Reichskanzler Adolf Hitler signiert. Auf dem Franzosenkopf, einem bewaldeten Hügel in Rohrbach, wurde am 1. März 1936 der erste Spatenstich gesetzt, und am 5. September 1937 wurde die Kirche des Architekten Otto Reul eingeweiht. Im Januar 1938 wurden die vier Glocken installiert. In der Silvesternacht 1952/1953 ging die Kirche in Flammen auf, was eine aufwendige Sanierung zur Folge hatte. Man wiedereröffnete das Gotteshaus am 4. Oktober 1953. Man hatte nun eine Orgel installiert und hatte auch den Namen in Christuskirche umgeändert.

## Ausstattung
Die neuen Kirchenfenster wurden 1953 von Erich Buschle (1901–1991) geschaffen. Zwei Rundfenster in der Eingangshalle zeigen „Mose und die eherne Schlange“ und die „Kreuzigung“. Die acht Fenster im Kirchenschiff zeigen die „Zehn Gebote“, „Weinkelch mit Weintrauben“, „Getreideähren“ und eine „weiße Taube“ mit jeweils einem identischen, gegenüberliegenden Fenster. Das große Rundfenster im Altarraum zeigt die „Bergpredigt“; sehr klein unter der rechten Hand Jesu ist dort die Christuskirche abgebildet.
Die Stuckplastiken links und rechts vom Altar stammen von Ernst Hess, sie zeigen die „Taufe Jesu“ und den „Fischzug des Petrus“.

## Orgeln

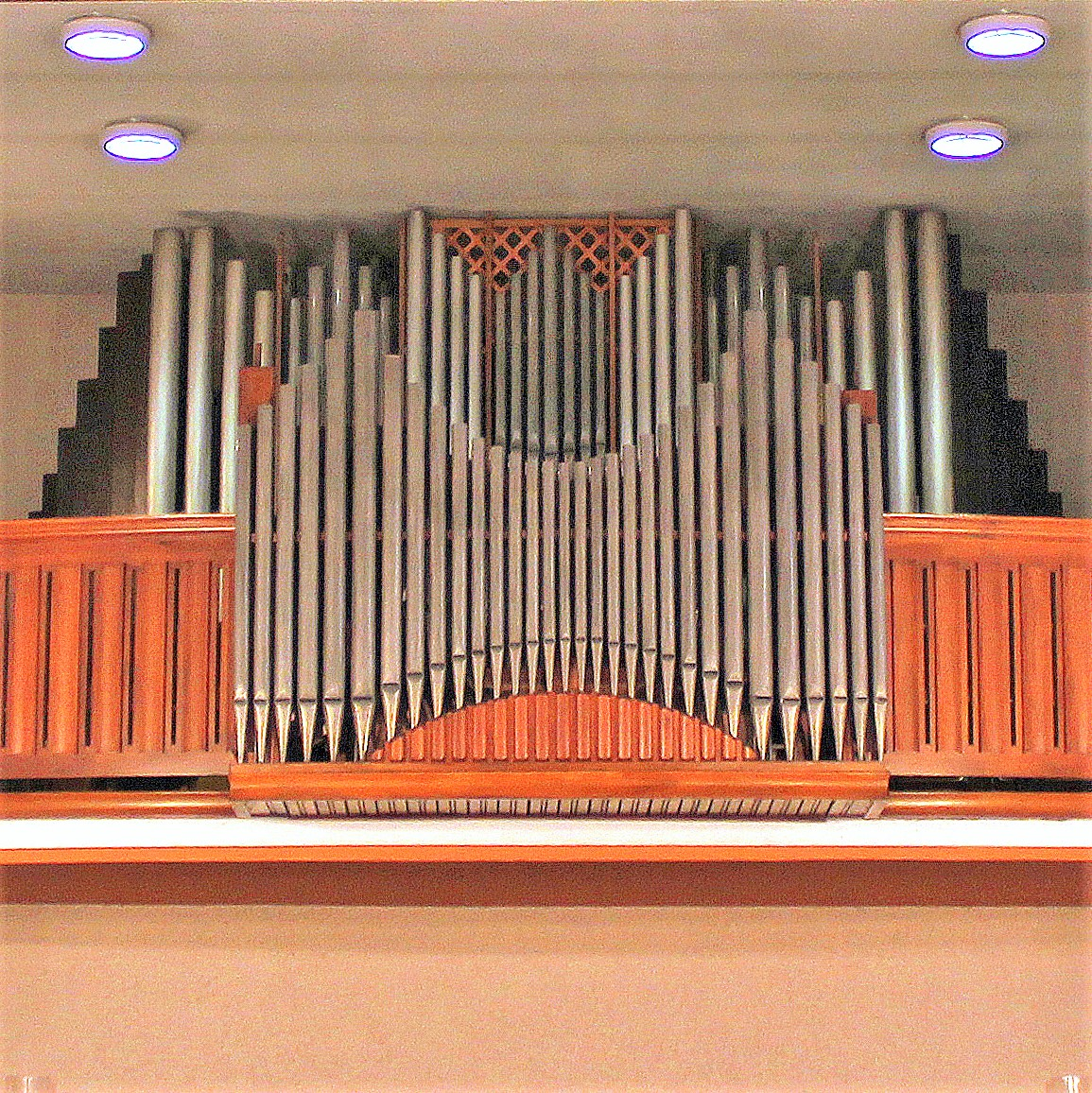
Prospekt der Hauptorgel

### Hauptorgel
Die Orgel der Kirche wurde 1954 durch Lotar Hintz (Heusweiler) erbaut. 1976 erfolgten klangliche und optische Veränderungen durch den Orgelbauer Strothmann (Saarbrücken). 1980 wurde das Instrument durch die Firma Hugo Mayer Orgelbau (Heusweiler) einer Renovierung unterzogen. 2001/2006 kam es zu einer klanglichen und optischen Neugestaltung durch Peter Ohlert (Kirkel). Die Orgel, die auf einer Empore aufgestellt ist, verfügt über 15 Register, verteilt auf zwei Manuale und Pedal. Eine Besonderheit der Orgel ist der sehr große Abstand zwischen Hauptwerk und Rückpositiv.
| I Rückpositiv C–g3 |             |       |
| 1.                 | Gedackt     | 8′    |
| 2.                 | Prinzipal   | 4′    |
| 3.                 | Koppelflöte | 4′    |
| 4.                 | Waldflöte   | 2′    |
| 5.                 | Quinte      | 1 ⁄3′ |
| 6.                 | Scharff III | 1′    |
|                    | Tremulant   |       |

| II Hauptwerk C–g3 |             |       |
| 7.                | Prinzipal   | 8′    |
| 8.                | Rohrgedackt | 8′    |
| 9.                | Oktave      | 4′    |
| 10.               | Spitzquinte | 2 ⁄3′ |
| 11.               | Superoktave | 2′    |
| 12.               | Mixtur IV   | 1 ⁄3′ |
|                   | Tremulant   |       |

| Pedal C–f1 |          |     |
| 13.        | Subbaß   | 16′ |
| 14.        | Oktavbaß | 8′  |
| 15.        | Trompete | 8′  |

- Koppeln: I/II, I/P, II/P
- mechanische Schleifladen.
- Spieltisch: Eingebaut.
- Winddruck: Hauptwerk und Pedal 78 mmWS, Rückpositiv 70 mmWS

### Chororgel
In der Kirche befindet sich eine zweite Orgel. Das Instrument mit mechanischen Schleifladen wurde 1967 durch Werner Bosch (Niestetal-Sandershausen) für Bad Oldesloe erbaut und ist seit 2001 im Chorraum der Rohrbacher Christuskirche aufgestellt. Die Orgel befindet sich in Privatbesitz und steht leihweise in der Kirche. 2003 erfolgte eine Neuintonation des Gedackt 8′ und eine optische Neugestaltung durch Peter Ohlert (Kirkel).
| I Manual C–f3 |    |
| Gedackt       | 8′ |
| Rohrflöte     | 4′ |
| Prinzipal     | 2′ |

## Glocken
Als einzige Kirche saarlandweit besitzt die protestantische Christuskirche ein Stahlgeläut aus den 1930er-Jahren, welcher vom Bochumer Verein in der sogenannten Sekundschlagrippe konstruiert wurde. Das im Mai 1937 im Auftrag gegebene vierstimmige Geläut war das erste im damaligen Saargebiet ausgelieferte Gussstahlgeläut mit dieser aus heutiger Sicht fehlkonstruierten Rippe. Damals bescheinigte der Glockensachverständige Stahl im August desselben Jahres, als er das erste Mal überhaupt Stahlglocken begutachtete, in seinem abschließenden Gutachten: „Es ist ein wuchtiges, majestätisches, dabei aber voll und weich klingendes Geläut, von dem man keinen Ton missen möchte.“
Am 19. September 1937 wurden die vier Glocken eingeweiht. Neben den Bibelwortinschriften wurde daneben das Datum zur verkündeten Abstimmung der Saar zum Deutschen Reich, welches am 13. Januar 1935 geschah, verewigt. Stahlglockenstuhl und Stahljoche montierte die ansässige Glockengießerei Pfeifer aus Kaiserslautern.
Während des Zweiten Weltkrieges sowie bei einem Kirchenbrand in der Neujahrsnacht 1952/1953, blieb das Geläut unversehrt. Sowohl der damalige Glockensachverständiger Theo Fehn als auch der Nachfolger Volker Müller forderten mittels Gutachten, da man im Zusammenhang mit den falsch konstruierten Oktavrippen klangliche Defizite feststellte, einen Austausch dieses Stahlgeläutes durch neue Bronzeglocken. Die Kirchengemeinde hielt aus finanziellen Gründen dagegen.
Das bei vielen Glockensachverständigen diskutierte Stahlgeläut soll ein geschichtsträchtiges Symbol für die Anfänge einer Moll-Oktav-Rippe des Bochumer Vereins in der deutschen Glockenlandschaft aus der Zwischenkriegszeit darstellen. Gesteuert wird die gesamte Glockenanlage durch eine von Perrot aus Calw programmierte Läutesteuerung sowie von der Firma Lehmann aus Blieskastel, welches zurzeit für die Wartung verantwortlich ist, montierter Schaltkasten alter Generation.
| Nr. | Bezeichnung | Gussjahr | Gießerei        | Durchmesser (cm) | Gewicht (kg) | Nominal (HT-1/16) | Inschrift                       |
| 1   | Wachet      | 1937     | Bochumer Verein | 178,2            | 2172         | c1 ±0             | WACHET! MARK. 13,37 13.1.1935   |
| 2   | Gedenket    | 1937     | Bochumer Verein | 141,4            | 1137         | e1 +2             | GEDENKET! HEBR. 10,32 13.1.1935 |
| 3   | Danket      | 1937     | Bochumer Verein | 118,9            | 678          | g1 +1             | DANKET! PS. 107,1 13.1.1935     |
| 4   | Betet       | 1937     | Bochumer Verein | 105,9            | 466          | a1 -7             | BETET! 1 TH. 5,17 13.1.1935     |